# Mistrovství světa ve volejbale žen 2014
17. mistrovství světa ve volejbale žen proběhlo ve dnech 23. září – 12. října v Itálii.
Turnaje se zúčastnilo 24 družstev, rozdělených do čtyř šestičlenných skupin. Z každé skupiny postoupily nejlepší čtyři týmy do druhé fáze (druhé kolo) turnaje. Ta byla rozdělena do dvou osmičlenných skupin z nichž nejlepší tři mužstva postoupila do třetí fáze (čtvrtfinále). Ve čtvrtfinále byly dvě skupiny po třech týmech. Družstva na prvním a druhém místě postoupila do semifinále. Mistrem světa se staly volejbalistky Spojených států.
Systém bodování: za vítězství 3:0 a 3:1 jsou tři body, za vítězství 3:2 jsou dva body, prohru 2:3 je jeden bod a za prohru 1:3 a 0:3 je nula bodů.

## Kvalifikace
| Pořadatel - Itálie | Mistrovství Evropy 2013 - Německo - Rusko Evropská kvalifikace 2013 - Ázerbájdžán - Belgie - Bulharsko - Chorvatsko - Nizozemsko - Srbsko - Turecko | Africká kvalifikace 2013 - Kamerun - Tunisko Asijská kvalifikace 2013 - Čína - Japonsko - Kazachstán - Thajsko | Mistrovství Jižní Ameriky 2013 - Brazílie Jihoamerická kvalifikace 2013 - Argentina Kvalifikace NORCECA 2013 - Dominikánská rep. - Kanada - Kuba - Mexiko - Portoriko - USA |

## Pořadatelská města
| Milán            | Řím              | Terst           | Verona          | Modena          | Bari            |
| Mediolanum Forum | PalaLottomatica  | PalaTrieste     | PalaOlimpia     | PalaPanini      | PalaFlorio      |
|                  |                  |                 |                 |                 |                 |
| Kapacita: 13 200 | Kapacita: 12 000 | Kapacita: 6 943 | Kapacita: 5 350 | Kapacita: 4 968 | Kapacita: 4 540 |
| Výstavba:1990    | Výstavba:1960    | Výstavba:1999   | Výstavba:1986   | Výstavba:1985   | Výstavba:1990   |

## Výsledky a tabulky

### Skupina A (Řím)
| Datum    | Čas   | Zápas                            | Výsledek | Sety  | Sety  | Sety  | Sety  | Sety  | Míče    | Report |
| Datum    | Čas   | Zápas                            | Výsledek | 1     | 2     | 3     | 4     | 5     | Míče    | Report |
| -------- | ----- | -------------------------------- | -------- | ----- | ----- | ----- | ----- | ----- | ------- | ------ |
| 23. září | 10:30 | Argentina – Chorvatsko           | 1:3      | 17:25 | 28:26 | 24:26 | 19:25 |       | 88:102  | P2 P3  |
| 23. září | 17:00 | Dominikánská rep. – Německo      | 3:2      | 22:25 | 25:21 | 25:21 | 24:26 | 15:13 | 111:106 | P2 P3  |
| 23. září | 20:00 | Itálie – Tunisko                 | 3:0      | 25:11 | 25:13 | 25:8  |       |       | 75:32   | P2 P3  |
| 24. září | 10:30 | Dominikánská republika – Tunisko | 3:0      | 25:14 | 25:19 | 25:10 |       |       | 75:43   | P2 P3  |
| 24. září | 17:00 | Německo – Argentina              | 3:0      | 25:12 | 25:13 | 25:14 |       |       | 75:39   | P2 P3  |
| 24. září | 20:00 | Chorvatsko – Itálie              | 0:3      | 24:26 | 15:25 | 11:25 |       |       | 50:76   | P2 P3  |
| 25. září | 10:30 | Německo – Tunisko                | 3:0      | 25:7  | 25:12 | 25:7  |       |       | 75:26   | P2 P3  |
| 25. září | 17:00 | Chorvatsko – Dominikánská rep.   | 2:3      | 22:25 | 13:25 | 25:22 | 26:24 | 17:25 | 103:115 | P2 P3  |
| 25. září | 20:00 | Argentina – Itálie               | 0:3      | 17:25 | 17:25 | 16:25 |       |       | 50:75   | P2 P3  |
| 27. září | 10:30 | Tunisko – Chorvatsko             | 1:3      | 6:25  | 25:21 | 16:25 | 13:15 |       | 60:96   | P2 P3  |
| 27. září | 17:00 | Dominikánská rep. – Argentina    | 3:1      | 25:13 | 25:20 | 19:25 | 25:18 |       | 94:76   | P2 P3  |
| 27. září | 20:00 | Itálie – Německo                 | 3:1      | 21:25 | 25:17 | 25:10 | 25:18 |       | 96:70   | P2 P3  |
| 28. září | 10:30 | Tunisko – Argentina              | 0:3      | 19:25 | 18:25 | 21:25 |       |       | 58:75   | P2 P3  |
| 28. září | 17:00 | Chorvatsko – Německo             | 3:2      | 17:25 | 25:23 | 9:25  | 25:21 | 15:11 | 91:105  | P2 P3  |
| 28. září | 20:00 | Itálie – Dominikánská rep.       | 2:3      | 15:25 | 25:16 | 21:25 | 25:16 | 8:15  | 94:97   | P2 P3  |

| Poř | Země              | Body | Zápasy | Výhry | Prohry | Sety  | Ratio | Míče    | Ratio |
| --- | ----------------- | ---- | ------ | ----- | ------ | ----- | ----- | ------- | ----- |
| 1.  | Itálie            | 13   | 5      | 4     | 1      | 14:4  | 3.500 | 416:299 | 1.391 |
| 2.  | Dominikánská rep. | 12   | 5      | 5     | 0      | 15:7  | 2.143 | 492:422 | 1.166 |
| 3.  | Chorvatsko        | 9    | 5      | 3     | 2      | 11:10 | 1.100 | 442:444 | 0.995 |
| 4.  | Německo           | 8    | 5      | 2     | 3      | 11:9  | 1.222 | 431:463 | 1.187 |
| 5.  | Argentina         | 3    | 5      | 1     | 4      | 5:12  | 0.417 | 328:404 | 0.812 |
| 6.  | Tunisko           | 0    | 5      | 0     | 5      | 1:15  | 0.067 | 219:396 | 0.553 |

### Skupina B (Terst)
| Datum    | Čas   | Zápas                | Výsledek | Sety  | Sety  | Sety  | Sety  | Sety  | Míče    | Report |
| Datum    | Čas   | Zápas                | Výsledek | 1     | 2     | 3     | 4     | 5     | Míče    | Report |
| -------- | ----- | -------------------- | -------- | ----- | ----- | ----- | ----- | ----- | ------- | ------ |
| 23. září | 10:30 | Kanada – Kamerun     | 3:1      | 25:12 | 25:15 | 20:25 | 25:14 |       | 95:66   | P2 P3  |
| 23. září | 17:00 | Srbsko – Turecko     | 3:1      | 25:15 | 20:25 | 25:19 | 25:22 |       | 95:81   | P2 P3  |
| 23. září | 20:00 | Brazílie – Bulharsko | 3:0      | 25:19 | 25:22 | 25:16 |       |       | 75:57   | P2 P3  |
| 24. září | 10:30 | Turecko – Kanada     | 3:0      | 25:10 | 25:12 | 25:17 |       |       | 75:39   | P2 P3  |
| 24. září | 17:00 | Kamerun – Brazílie   | 0:3      | 14:25 | 15:25 | 18:25 |       |       | 47:75   | P2 P3  |
| 24. září | 20:00 | Srbsko – Bulharsko   | 3:2      | 25:19 | 23:25 | 25:19 | 18:25 | 15:12 | 106:100 | P2 P3  |
| 25. září | 10:30 | Kanada – Brazílie    | 0:3      | 14:25 | 8:25  | 18:25 |       |       | 40:75   | P2 P3  |
| 25. září | 17:00 | Kamerun – Srbsko     | 0:3      | 17:25 | 13:25 | 24:26 |       |       | 54:75   | P2 P3  |
| 25. září | 20:00 | Turecko – Bulharsko  | 2:3      | 25:20 | 23:25 | 18:25 | 27:25 | 12:15 | 105:110 | P2 P3  |
| 27. září | 10:30 | Bulharsko – Kamerun  | 3:0      | 25:16 | 25:20 | 25:23 |       |       | 75:59   | P2 P3  |
| 27. září | 17:00 | Srbsko – Kanada      | 3:1      | 25:7  | 26:28 | 25:21 | 25:15 |       | 101:71  | P2 P3  |
| 27. září | 20:00 | Brazílie – Turecko   | 3:2      | 17:25 | 22:25 | 25:19 | 25:21 | 15:10 | 104:100 | P2 P3  |
| 28. září | 10:30 | Kamerun – Turecko    | 0:3      | 18:25 | 18:25 | 12:25 |       |       | 48:75   | P2 P3  |
| 28. září | 17:00 | Bulharsko – Kanada   | 3:0      | 25:17 | 25:16 | 25:18 |       |       | 75:51   | P2 P3  |
| 28. září | 20:00 | Brazílie – Srbsko    | 3:1      | 24:26 | 25:21 | 25:19 | 25:23 |       | 99:89   | P2 P3  |

| Poř | Země      | Body | Zápasy | Výhry | Prohry | Sety | Ratio | Míče    | Ratio |
| --- | --------- | ---- | ------ | ----- | ------ | ---- | ----- | ------- | ----- |
| 1.  | Brazílie  | 14   | 5      | 5     | 0      | 15:3 | 5.000 | 428:333 | 1.285 |
| 2.  | Srbsko    | 11   | 5      | 4     | 1      | 13:7 | 1.857 | 467:405 | 1.153 |
| 3.  | Bulharsko | 9    | 5      | 3     | 2      | 11:8 | 1.375 | 417:396 | 1.053 |
| 4.  | Turecko   | 8    | 5      | 2     | 3      | 11:9 | 1.222 | 436:396 | 1.101 |
| 5.  | Kanada    | 3    | 5      | 1     | 4      | 4:13 | 0.308 | 296:392 | 0.755 |
| 6.  | Kamerun   | 0    | 5      | 0     | 5      | 1:15 | 0.067 | 274:396 | 0.692 |

### Skupina C (Verona)
| Datum    | Čas   | Zápas                   | Výsledek | Sety  | Sety  | Sety  | Sety  | Sety | Míče    | Report |
| Datum    | Čas   | Zápas                   | Výsledek | 1     | 2     | 3     | 4     | 5    | Míče    | Report |
| -------- | ----- | ----------------------- | -------- | ----- | ----- | ----- | ----- | ---- | ------- | ------ |
| 23. září | 10:30 | Nizozemsko – Kazachstán | 3:0      | 25:21 | 25:17 | 25:21 |       |      | 75:59   | P2 P3  |
| 23. září | 17:00 | Rusko – Thajsko         | 3:0      | 25:18 | 25:19 | 25:22 |       |      | 75:59   | P2 P3  |
| 23. září | 20:00 | USA – Mexiko            | 3:1      | 19:25 | 25:11 | 25:20 | 25:14 |      | 94:70   | P2 P3  |
| 24. září | 10:30 | Kazachstán – USA        | 0:3      | 20:25 | 15:25 | 22:25 |       |      | 57:75   | P2 P3  |
| 24. září | 17:00 | Rusko – Mexiko          | 3:0      | 25:17 | 25:22 | 25:13 |       |      | 75:52   | P2 P3  |
| 24. září | 20:00 | Thajsko – Nizozemsko    | 0:3      | 20:25 | 22:25 | 18:25 |       |      | 60:75   | P2 P3  |
| 25. září | 10:30 | Thajsko – Mexiko        | 3:0      | 27:25 | 36:34 | 26:24 |       |      | 89:83   | P2 P3  |
| 25. září | 17:00 | Kazachstán – Rusko      | 0:3      | 13:25 | 21:25 | 16:25 |       |      | 50:75   | P2 P3  |
| 25. září | 20:00 | Nizozemsko – USA        | 0:3      | 27:29 | 21:25 | 18:25 |       |      | 66:75   | P2 P3  |
| 27. září | 10:30 | Mexiko – Kazachstán     | 0:3      | 12:25 | 16:25 | 21:25 |       |      | 49:75   | P2 P3  |
| 27. září | 17:00 | Rusko – Nizozemsko      | 3:1      | 19:25 | 25:13 | 27:25 | 25:15 |      | 96:79   | P2 P3  |
| 27. září | 20:00 | USA – Thajsko           | 3:0      | 25:15 | 25:23 | 25:20 |       |      | 75:58   | P2 P3  |
| 28. září | 10:30 | Mexiko – Nizozemsko     | 0:3      | 30:32 | 17:25 | 17:25 |       |      | 64:82   | P2 P3  |
| 28. září | 17:00 | Kazachstán – Thajsko    | 3:0      | 25:15 | 25:22 | 25:20 |       |      | 75:57   | P2 P3  |
| 28. září | 20:00 | USA – Rusko             | 3:1      | 34:32 | 25:19 | 29:31 | 26:24 |      | 114:106 | P2 P3  |

| Poř | Země       | Body | Zápasy | Výhry | Prohry | Sety | Ratio | Míče    | Ratio |
| --- | ---------- | ---- | ------ | ----- | ------ | ---- | ----- | ------- | ----- |
| 1.  | USA        | 15   | 5      | 5     | 0      | 15:2 | 7.500 | 437:357 | 1.224 |
| 2.  | Rusko      | 12   | 5      | 4     | 1      | 13:4 | 3.250 | 427:354 | 1.206 |
| 3.  | Nizozemsko | 9    | 5      | 3     | 2      | 10:6 | 1.667 | 377:358 | 1.053 |
| 4.  | Kazachstán | 6    | 5      | 2     | 3      | 6:9  | 0.667 | 316:331 | 0.955 |
| 5.  | Thajsko    | 3    | 5      | 1     | 4      | 3:12 | 0.250 | 323:383 | 0.843 |
| 6.  | Mexiko     | 0    | 5      | 0     | 5      | 1:15 | 0.067 | 318:415 | 0.766 |

### Skupina D (Bari)
| Datum    | Čas   | Zápas                   | Výsledek | Sety  | Sety  | Sety  | Sety  | Sety  | Míče    | Report |
| Datum    | Čas   | Zápas                   | Výsledek | 1     | 2     | 3     | 4     | 5     | Míče    | Report |
| -------- | ----- | ----------------------- | -------- | ----- | ----- | ----- | ----- | ----- | ------- | ------ |
| 23. září | 10:30 | Čína – Portoriko        | 3:0      | 25:23 | 25:18 | 25:20 |       |       | 75:61   | P2 P3  |
| 23. září | 17:00 | Japonsko – Ázerbájdžán  | 2:3      | 25:17 | 20:25 | 25:20 | 21:25 | 9:15  | 100:102 | P2 P3  |
| 23. září | 20:00 | Kuba – Belgie           | 0:3      | 15:25 | 12:25 | 16:25 |       |       | 43:75   | P2 P3  |
| 24. září | 10:30 | Čína – Ázerbájdžán      | 3:0      | 25:13 | 25:17 | 25:16 |       |       | 75:46   | P2 P3  |
| 24. září | 17:00 | Belgie – Japonsko       | 1:3      | 22:25 | 25:22 | 20:25 | 23:25 |       | 90:97   | P2 P3  |
| 24. září | 20:00 | Portoriko – Kuba        | 3:0      | 25:22 | 27:25 | 25:19 |       |       | 77:66   | P2 P3  |
| 25. září | 10:30 | Portoriko – Ázerbájdžán | 2:3      | 20:25 | 26:24 | 24:26 | 25:16 | 15:17 | 110:108 | P2 P3  |
| 25. září | 17:00 | Kuba – Japonsko         | 0:3      | 19:24 | 24:26 | 23:25 |       |       | 66:76   | P2 P3  |
| 25. září | 20:00 | Belgie – Čína           | 0:3      | 21:25 | 22:25 | 19:25 |       |       | 61:75   | P2 P3  |
| 27. září | 10:30 | Ázerbájdžán – Belgie    | 0:3      | 21:25 | 12:25 | 21:25 |       |       | 54:75   | P2 P3  |
| 27. září | 17:00 | Japonsko – Portoriko    | 3:0      | 25:21 | 25:20 | 25:19 |       |       | 75:60   | P2 P3  |
| 27. září | 20:00 | Čína – Kuba             | 3:0      | 25:15 | 25:11 | 25:18 |       |       | 75:44   | P2 P3  |
| 28. září | 10:30 | Ázerbájdžán – Kuba      | 3:1      | 25:20 | 25:27 | 25:20 | 25:22 |       | 100:89  | P2 P3  |
| 28. září | 17:00 | Japonsko – Čína         | 2:3      | 16:25 | 25:18 | 27:25 | 17:25 | 11:15 | 96:108  | P2 P3  |
| 28. září | 20:00 | Belgie – Portoriko      | 3:0      | 25:20 | 25:17 | 25:19 |       |       | 75:56   | P2 P3  |

| Poř | Země        | Body | Zápasy | Výhry | Prohry | Sety | Ratio | Míče    | Ratio |
| --- | ----------- | ---- | ------ | ----- | ------ | ---- | ----- | ------- | ----- |
| 1.  | Čína        | 14   | 5      | 5     | 0      | 15:2 | 7.500 | 408:309 | 1.320 |
| 2.  | Japonsko    | 11   | 5      | 3     | 2      | 13:7 | 1.857 | 444:426 | 1.042 |
| 3.  | Belgie      | 9    | 5      | 3     | 2      | 10:6 | 1.667 | 377:325 | 1.160 |
| 4.  | Ázerbájdžán | 7    | 5      | 3     | 2      | 9:11 | 0.818 | 410:449 | 0.913 |
| 5.  | Portoriko   | 4    | 5      | 1     | 4      | 5:12 | 0.417 | 364:399 | 0.912 |
| 6.  | Kuba        | 0    | 5      | 0     | 5      | 1:15 | 0.067 | 308:403 | 0.764 |

### Skupina E (Bari, Terst)
| Datum    | Čas   | Města | Zápas                           | Výsledek | Sety  | Sety  | Sety  | Sety  | Sety  | Míče    | Report |
| Datum    | Čas   | Města | Zápas                           | Výsledek | 1     | 2     | 3     | 4     | 5     | Míče    | Report |
| -------- | ----- | ----- | ------------------------------- | -------- | ----- | ----- | ----- | ----- | ----- | ------- | ------ |
| 1. října | 17:00 | Bar   | Dominikánská rep. – Belgie      | 3:2      | 25:17 | 25:22 | 22:25 | 22:25 | 15:6  | 109:95  | P2 P3  |
| 1. října | 17:10 | Ter   | Chorvatsko – Japonsko           | 3:2      | 18:25 | 25:23 | 25:27 | 25:20 | 15:8  | 108:103 | P2 P3  |
| 1. října | 20:00 | Bar   | Itálie – Ázerbájdžán            | 3:1      | 25:19 | 25:21 | 21:25 | 25:23 |       | 96:88   | P2 P3  |
| 1. října | 20:00 | Ter   | Německo – Čína                  | 0:3      | 16:25 | 23:25 | 23:25 |       |       | 62:75   | P2 P3  |
| 2. října | 17:00 | Bar   | Dominikánská rep. – Ázerbájdžán | 3:1      | 23:25 | 25:11 | 25:21 | 25:17 |       | 98:74   | P2 P3  |
| 2. října | 17:00 | Ter   | Německo – Japonsko              | 2:3      | 25:23 | 24:26 | 19:25 | 25:16 | 11:15 | 104:105 | P2 P3  |
| 2. října | 20:00 | Bar   | Itálie – Belgie                 | 3:0      | 25:18 | 25:22 | 25:18 |       |       | 75:58   | P2 P3  |
| 2. října | 20:00 | Ter   | Chorvatsko – Čína               | 0:3      | 12:25 | 15:25 | 15:25 |       |       | 42:75   | P2 P3  |
| 4. října | 17:00 | Bar   | Dominikánská rep. – Čína        | 2:3      | :19   | 25:19 | 22:25 | 20:25 | 10:15 | 98:107  | P2 P3  |
| 4. října | 17:00 | Ter   | Německo – Belgie                | 3:0      | 25:20 | 25:15 | 25:21 |       |       | 75:56   | P2 P3  |
| 4. října | 20:00 | Bar   | Itálie – Japonsko               | 3:0      | 25:23 | 25:20 | 25:19 |       |       | 75:62   | P2 P3  |
| 4. října | 20:00 | Ter   | Chorvatsko – Ázerbájdžán        | 1:3      | 25:23 | 23:25 | 13:25 | 23:25 |       | 84:98   | P2 P3  |
| 5. října | 17:00 | Ter   | Německo – Ázerbájdžán           | 3:0      | 25:15 | 25:23 | 25:19 |       |       | 75:57   | P2 P3  |
| 5. října | 17:10 | Bar   | Dominikánská rep. – Japonsko    | 2:3      | 21:25 | 23:25 | 25:19 | 25:23 | 12:15 | 106:107 | P2 P3  |
| 5. října | 20:00 | Bar   | Itálie – Čína                   | 3:1      | 22:25 | 25:18 | 26:24 | 25:17 |       | 98:84   | P2 P3  |
| 5. října | 20:00 | Ter   | Chorvatsko – Belgie             | 1:3      | 12:25 | 23:25 | 25:23 | 18:25 |       | 78:98   | P2 P3  |

| Poř | Země              | Body | Zápasy | Výhry | Prohry | Sety  | Ratio  | Míče    | Ratio |
| --- | ----------------- | ---- | ------ | ----- | ------ | ----- | ------ | ------- | ----- |
| 1.  | Itálie            | 19   | 7      | 6     | 1      | 20:6  | 3.333  | 610:509 | 1.198 |
| 2.  | Čína              | 16   | 7      | 6     | 1      | 19:7  | 2.714  | 599:504 | 1.188 |
| 3.  | Dominikánská rep. | 13   | 7      | 5     | 2      | 17:12 | 1.4017 | 734:686 | 1.070 |
| 4.  | Japonsko          | 10   | 7      | 3     | 4      | 12:15 | 0.800  | 670:693 | 0.967 |
| 5.  | Německo           | 9    | 7      | 2     | 5      | 13:15 | 0.867  | 597:591 | 1.010 |
| 6.  | Belgie            | 7    | 7      | 2     | 5      | 9:16  | 0.563  | 534:563 | 0.948 |
| 7.  | Chorvatsko        | 5    | 7      | 2     | 5      | 10:19 | 0.526  | 556:670 | 0.830 |
| 8.  | Ázerbájdžán       | 5    | 7      | 2     | 5      | 8:18  | 0.444  | 519:603 | 0.861 |

### Skupina F (Verona, Modena)
| Datum    | Čas   | Města | Zápas                  | Výsledek | Sety  | Sety  | Sety  | Sety  | Sety  | Míče    | Report |
| Datum    | Čas   | Města | Zápas                  | Výsledek | 1     | 2     | 3     | 4     | 5     | Míče    | Report |
| -------- | ----- | ----- | ---------------------- | -------- | ----- | ----- | ----- | ----- | ----- | ------- | ------ |
| 1. října | 17:00 | Ver   | Srbsko – Nizozemsko    | 3:0      | 25:22 | 25:22 | 25:23 |       |       | 75:68   | P2 P3  |
| 1. října | 17:00 | Mod   | Turecko – USA          | 1:3      | 39:27 | 19:25 | 23:25 | 15:25 |       | 86:102  | P2 P3  |
| 1. října | 20:00 | Ver   | Brazílie – Kazachstán  | 3:0      | 25:22 | 25:22 | 25:18 |       |       | 75:62   | P2 P3  |
| 1. října | 20:00 | Mod   | Bulharsko – Rusko      | 1:3      | 23:25 | 15:25 | 28:26 | 19:25 |       | 85:101  | P2 P3  |
| 2. října | 17:00 | Ver   | Srbsko – Kazachstán    | 3:0      | 25:13 | 25:15 | 25:20 |       |       | 75:48   | P2 P3  |
| 2. října | 17:00 | Mod   | Turecko – Rusko        | 3:2      | 19:25 | 25:27 | 25:22 | 25:22 | 15:13 | 109:109 | P2 P3  |
| 2. října | 20:00 | Ver   | Brazílie – Nizozemsko  | 3:1      | 23:25 | 25:20 | 25:16 | 25:16 |       | 98:77   | P2 P3  |
| 2. října | 20:00 | Mod   | Bulharsko – USA        | 0:3      | 17:25 | 19:25 | 16:25 |       |       | 52:75   | P2 P3  |
| 4. října | 17:00 | Ver   | Srbsko – USA           | 0:3      | 22:25 | 20:25 | 22:25 |       |       | 64:75   | P2 P3  |
| 4. října | 17:00 | Mod   | Turecko – Nizozemsko   | 3:1      | 23:25 | 25:17 | 25:16 | 25:20 |       | 98:78   | P2 P3  |
| 4. října | 20:00 | Ver   | Brazílie – Rusko       | 3:1      | 25:17 | 25:27 | 25:19 | 27:25 |       | 102:88  | P2 P3  |
| 4. října | 20:00 | Mod   | Bulharsko – Kazachstán | 3:0      | 25:22 | 25:15 | 25:13 |       |       | 75:50   | P2 P3  |
| 5. října | 17:00 | Ver   | Srbsko – Rusko         | 0:3      | 26:28 | 18:25 | 17:25 |       |       | 61:75   | P2 P3  |
| 5. října | 17:00 | Mod   | Turecko – Kazachstán   | 3:0      | 25:15 | 25:13 | 25:14 |       |       | 75:42   | P2 P3  |
| 5. října | 20:00 | Ver   | Brazílie – USA         | 3:0      | 25:23 | 25:22 | 25:31 |       |       | 75:66   | P2 P3  |
| 5. října | 20:00 | Mod   | Bulharsko – Nizozemsko | 1:3      | 26:24 | 21:25 | 23:25 | 16:25 |       | 86:99   | P2 P3  |

| Poř | Země       | Body | Zápasy | Výhry | Prohry | Sety  | Ratio | Míče    | Ratio |
| --- | ---------- | ---- | ------ | ----- | ------ | ----- | ----- | ------- | ----- |
| 1.  | Brazílie   | 20   | 7      | 7     | 0      | 21:5  | 4.200 | 628:539 | 1.165 |
| 2.  | USA        | 18   | 7      | 6     | 1      | 18:5  | 3.600 | 586:506 | 1.158 |
| 3.  | Rusko      | 13   | 7      | 4     | 3      | 16:11 | 1.455 | 653:600 | 1.088 |
| 4.  | Srbsko     | 11   | 7      | 4     | 3      | 13:12 | 1.083 | 565:549 | 1.029 |
| 5.  | Turecko    | 10   | 7      | 3     | 4      | 15:15 | 1.000 | 654:640 | 1.022 |
| 6.  | Bulharsko  | 6    | 7      | 2     | 5      | 10:17 | 0.588 | 565:611 | 0.925 |
| 7.  | Nizozemsko | 6    | 7      | 2     | 5      | 9:16  | 0.563 | 542:591 | 0.917 |
| 8.  | Kazachstán | 0    | 7      | 0     | 7      | 0:21  | 0,000 | 368:525 | 0,701 |

### Skupina G (Milán)
| Datum     | Čas   | Zápas          | Výsledek | Sety  | Sety  | Sety  | Sety  | Sety | Míče  | Report |
| Datum     | Čas   | Zápas          | Výsledek | 1     | 2     | 3     | 4     | 5    | Míče  | Report |
| --------- | ----- | -------------- | -------- | ----- | ----- | ----- | ----- | ---- | ----- | ------ |
| 8. října  | 20:00 | Itálie – USA   | 3:0      | 25:23 | 25:22 | 25:20 |       |      | 75:55 | P2 P3  |
| 9. října  | 20:00 | USA – Rusko    | 3:1      | 25:19 | 25:23 | 15:25 | 25:23 |      | 90:90 | P2 P3  |
| 10. října | 20:00 | Itálie – Rusko | 3:1      | 25:12 | 25:17 | 12:25 | 25:23 |      | 57:77 | P2 P3  |

| Poř | Země   | Body | Zápasy | Výhry | Prohry | Sety | Ratio | Míče    | Ratio |
| --- | ------ | ---- | ------ | ----- | ------ | ---- | ----- | ------- | ----- |
| 1.  | Itálie | 6    | 2      | 2     | 0      | 6:1  | 6.000 | 162:142 | 1.141 |
| 2.  | USA    | 3    | 2      | 1     | 1      | 3:4  | 0.750 | 155:165 | 0.939 |
| 3.  | Rusko  | 0    | 2      | 0     | 2      | 2:6  | 0.333 | 167:177 | 0.944 |

### Skupina H (Milán)
| Datum     | Čas   | Zápas                        | Výsledek | Sety  | Sety  | Sety  | Sety  | Sety  | Míče    | Report |
| Datum     | Čas   | Zápas                        | Výsledek | 1     | 2     | 3     | 4     | 5     | Míče    | Report |
| --------- | ----- | ---------------------------- | -------- | ----- | ----- | ----- | ----- | ----- | ------- | ------ |
| 8. října  | 17:30 | Brazílie – Čína              | 3:0      | 25:19 | 25:16 | 25:15 |       |       | 75:50   | P2 P3  |
| 9. října  | 17:30 | Čína – Dominikánská rep.     | 3:2      | 22:25 | 23:25 | 25:23 | 25:23 | 15:12 | 110:108 | P2 P3  |
| 10. října | 17:30 | Brazílie – Dominikánská rep. | 3:0      | 25:19 | 25:21 | 25:17 |       |       | 75:57   | P2 P3  |

| Poř | Země              | Body | Zápasy | Výhry | Prohry | Sety | Ratio | Míče    | Ratio |
| --- | ----------------- | ---- | ------ | ----- | ------ | ---- | ----- | ------- | ----- |
| 1.  | Brazílie          | 6    | 2      | 2     | 0      | 6:0  | MAX   | 150:107 | 1.402 |
| 2.  | Čína              | 2    | 2      | 1     | 1      | 3:5  | 0.600 | 160:183 | 0.874 |
| 3.  | Dominikánská rep. | 1    | 2      | 0     | 2      | 2:5  | 0.400 | 165:185 | 0.892 |

### Play off (Milán)

#### Semifinále
| 11. října | 17:30 | USA – Brazílie | 3:0 | 25:18 | 29:27 | 25:20 |       |  | 79:65  | P2P3 |
| 11. října | 20:45 | Itálie – Čína  | 1:3 | 21:25 | 20:25 | 25:20 | 28:30 |  | 94:100 | P2P3 |

#### Finále
| 12. října | 20:00 | Čína – USA | 1:3 | 25:27 | 20:25 | 25:16 | 24:26 |  | 94:94 | P2P3 |

#### O 3. místo
| 12. října | 17:30 | Itálie – Brazílie | 2:3 | 15:25 | 13:25 | 25:22 | 25:22 | 7:15 | 85:109 | P2P3 |

## Konečné pořadí
| 17.              | Mistrovství světa 2014 | Z | V | P | Sety | B |
| ---------------- | ---------------------- | - | - | - | ---- | - |
| Zlatá medaile    | USA                    |   |   |   |      | ' |
| Stříbrná medaile | Čína                   |   |   |   |      | ' |
| Bronzová medaile | Brazílie               |   |   |   |      | ' |
| 4.               | Itálie                 |   |   |   |      | ' |
| 5.               | Dominikánská rep.      |   |   |   |      | ' |
|                  | Rusko                  |   |   |   |      | ' |
| 7.               | Japonsko               |   |   |   |      | ' |
|                  | Srbsko                 |   |   |   |      | ' |
| 9.               | Německo                |   |   |   |      | ' |
|                  | Turecko                |   |   |   |      | ' |
| 11.              | Belgie                 |   |   |   |      | ' |
|                  | Bulharsko              |   |   |   |      | ' |
| 13.              | Chorvatsko             |   |   |   |      | ' |
|                  | Nizozemsko             |   |   |   |      | ' |
| 15.              | Ázerbájdžán            |   |   |   |      | ' |
|                  | Kazachstán             |   |   |   |      | ' |
| 17.              | Argentina              |   |   |   |      | ' |
|                  | Kanada                 |   |   |   |      | ' |
|                  | Portoriko              |   |   |   |      | ' |
|                  | Thajsko                |   |   |   |      | ' |
| 21.              | Kamerun                |   |   |   |      | ' |
|                  | Kuba                   |   |   |   |      | ' |
|                  | Mexiko                 |   |   |   |      | ' |
|                  | Tunisko                |   |   |   |      | ' |

## Soupisky
1.  USA
| - Alisha Glass - Kayla Banwarth - Courtney Thompson - Nicole Davis - Kristin Hildebrand | - Jordan Larson - Kelly Murphyová - Christa Harmotto - Nicole Fawcett - Kimberly Hill | - Foluke Akinradewo - Kelsey Robinson - TeTori Dixon - Rachael Adams |

2.  Čína
| - Yuan Xinyue - Zhu Ting - Yang Fangxu - Shen Jingsi - Yang Junjing | - Wei Qiuyue - Zeng Chunlei - Liu Xiaotong - Shan Danna - Xu Yunli | - Hui Ruoqi - Chen Zhan - Wang Huimin - Wang Na |

3.  Brazílie
| - Fabiana Claudinová - Dani Lins - Ana Carolina da Silva - Adenízia da Silva - Thaísa Menezes | - Jaqueline Carvalho - Gabriela Guimarães - Tandara Caixeta - Natália Pereira - Sheilla Castro | - Fernanda Garay - Fabíola de Souza - Camila Brait - Léia Silva |